# Нейжмак Олександр Никифорович
Олександр Никифорович (Нечипорович) Нейжмак (1886, село Ігрень, тепер у складі міста Дніпро Дніпропетровської області — розстріляний 21 квітня 1938, Москва) — радянський державний діяч, голова Запорізького окрвиконкому. Член ВУЦВК.

## Біографія
Освіта нижча. Працював робітником.
Член РКП(б). Учасник Громадянської війни.
5 березня — 12 грудня 1924 року — голова виконавчого комітету Запорізької окружної ради.
Потім — на відповідальній господарській роботі в Москві.
17 вересня 1937 року заарештований органами НКВС. Військовою колегією Верховного суду СРСР засуджений 21 квітня 1938 року до страти, того ж дня розстріляний. Похований на розстрільному полігоні «Комунарка» біля Москви.
Посмертно реабілітований в листопаді 1956 року.